# 魏元忠
魏元忠（？—707年），原名真宰，宋州宋城（今河南商丘縣南）人，唐朝政治家，武则天时任宰相。

## 生平
早年是太學生，志氣倜儻，不喜官場運作，長年無法升遷，師從盩厔（今陝西周至）人江融學習「古今用兵成敗之事」。儀鳳中，吐蕃多次侵擾邊塞，元忠上書言“命將用兵”之得失，授秘書正字。
文明元年（684年），魏元忠遷殿中侍御史。時揚州有徐敬業作亂，武則天派魏元忠到揚州協助大將軍李孝逸作戰。魏元忠多次為李孝逸勸諫作戰得失，終而平定叛亂。
永昌元年（689年）八月，被徐敬真、張嗣明等人誣稱曾與徐敬業通謀，周興、來俊臣判其死刑，但武則天惜其才，以其有平揚、楚功，僅流放嶺南。長壽元年（692年）正月，來俊臣告發元忠、同平章事任知古、狄仁傑、裴行本、司農卿裴宣禮、前文昌左丞盧獻、洛州剌史李嗣真等七人謀反，被貶為涪陵（今重慶涪陵市）令。元忠前後三被流放，又三被召回。
聖曆二年（699年），擢為鳳閣侍郎，同鳳閣鸞台平章事，多次指斥張易之、張昌宗兄弟亂政。时突厥与吐蕃数犯塞外，元忠皆为大总管拒敵。元忠在军隊，一直持重自守，雖无所克获，但亦未尝败失。
久視元年（700年），拓西可汗默啜主導其部落等十姓兵馬數萬人侵掠大唐的隴右地區，當時擔任制右肅政御史大夫的魏元忠被任命為靈武道行軍大總管，以防備侵掠。
長安三年（703年）九月，張易之兄弟譖毀元忠與司禮丞高戩謀反，貶為端州高要（今廣東肇慶）尉。
705年唐中宗復辟，魏元忠被召回，授兵部尚書。時中宗不理朝政，把國家大權交付於魏元忠，並賜魏元忠物千段。元忠由是備受寵幸，逐漸專橫跋扈，被時人譏「不能赏善罚恶，勉修时政」。魏元忠又嫉妒武三思專權用事，適逢太子李重俊發動重俊之變，誅武三思，魏元忠乃暗中協助。武三思餘黨兵部尚書宗楚客、侍中紀處訥、右衛郎將姚庭筠、給事中冉祖雍與楊再思共同上疏斥元忠與太子通謀，元忠請求解職，在《請解職書》說“名忝大臣，不能緝諧中外，致使禍生輦轂，釁起儲闈。空懷報國之誠，而無死節之效”。先後貶渠州（今四川渠縣）司馬、思州務川（今貴州沿河東）尉。流貶途中，“行至涪陵而卒”。

## 后世
景龍四年（710年），追贈為尚書左仆射、齊國公。二子：魏昇，太僕少卿；魏晃。

## 评价
《舊唐書》評說“性非純一，識昧存亡，循利貪榮，有始無卒，不得其死，宜哉！”

## 延伸阅读
[在维基数据编辑]
 在维基文库阅读此作者作品
 《舊唐書·卷92》，出自刘昫《舊唐書》
 《新唐書/卷122》，出自《新唐書》